# Natalija Kučinska
Natalija »Nataša« Aleksandrovna Kučinska (rusko Наталья Александровна Кучинская), ruska telovadka, * 8. marec 1949, Sankt Peterburg, Sovjetska zveza.
Kučinska je nastopila na Poletnih olimpijskih igrah 1968 v Ciudad de Méxicu, kjer je osvojila naslova olimpijske prvakinje na gredi in ekipno ter naslova olimpijske podprvakinje v mnogoboju in na parterju. Nastopila je tudi na Svetovnem prvenstvu v gimnastiki 1966 v Dortmundu, kjer je osvojila naslove svetovne prvakinje na dvovišinski bradlji, gredi in parterju, srebrni medalji ekipno in v mnogoboju ter bron na preskoku. Na Evropskem prvenstvu v gimnastiki 1967 v Amsterdamu je osvojila srebrni medalji na gredi in parterju.